# NSC Global
Die NSC Global ist ein weltweit agierender B2B-IT-Serviceprovider mit Hauptsitz in London, Vereinigtes Königreich. Gegründet wurde das Unternehmen 1997 von Yaseen Khan, der auch Geschäftsführer und Eigentümer ist.
Derzeit hat das Unternehmen Niederlassungen in 26 Ländern, Warenlager in 60 Ländern und Außendienstmitarbeiter in über 100 Ländern. Der Umsatz lag 2017 bei etwa 91 Millionen Euro.

## IT-Dienstleistungen
Als weltweit agierender IT-Serviceprovider arbeitet NSC Global mit verschiedenen Partnern zusammen. Der Fokus liegt hierbei auf wenigen, aber umsatzstarken Unternehmen, mit denen man global langfristig zusammenarbeitet. So ist NSC Global unter anderem Cisco Gold Partner und arbeitete in einigen Ländern eng mit Atos, AT&T oder Quadriga Partners zusammen. Zudem wuchs man durch einige Übernahmen.